# Gran Premi de motocròs
|  | Aquest article tracta sobre motocròs. Si cerqueu informació sobre motociclisme de velocitat, vegeu «Gran Premi de motociclisme». |

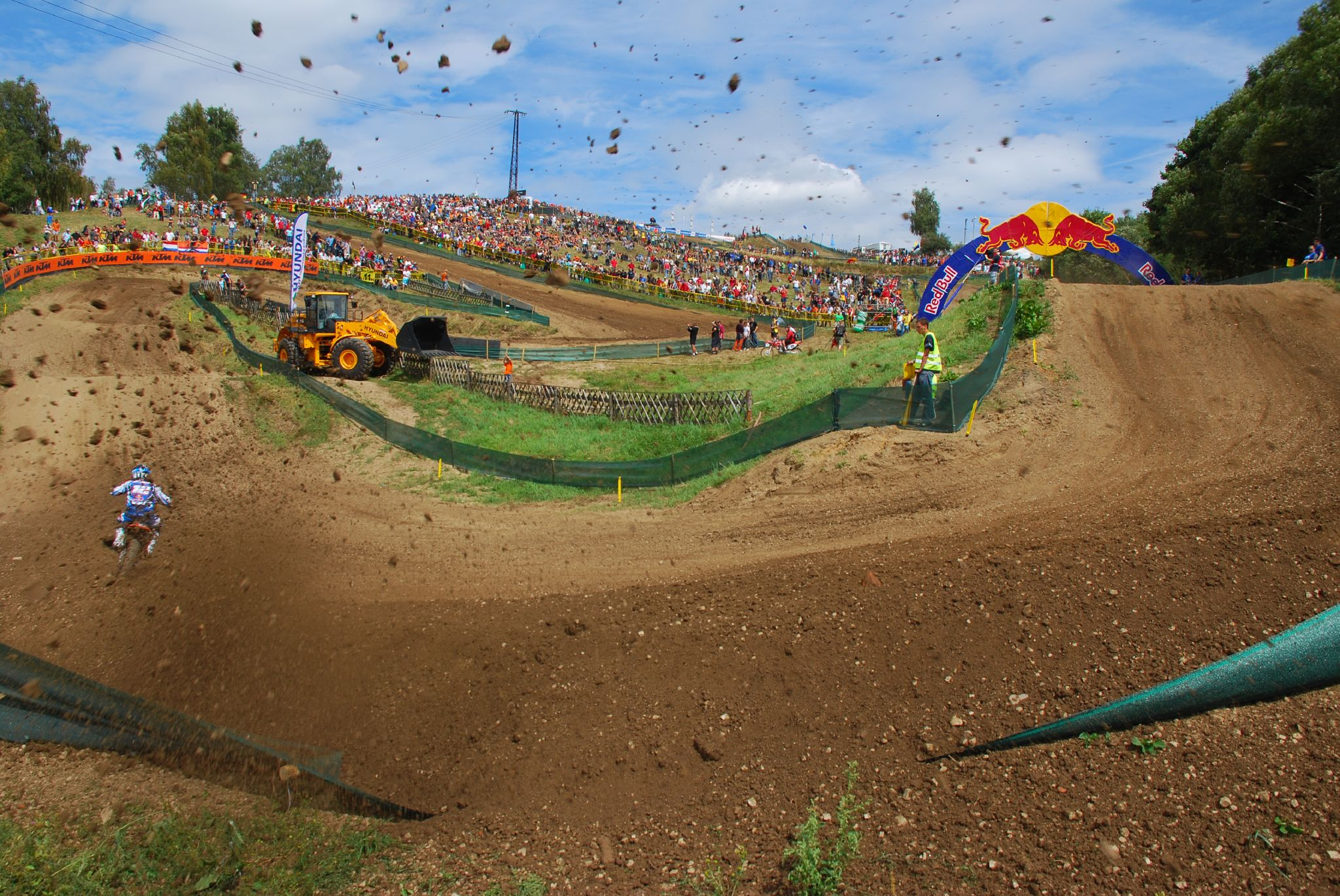
Una cursa del GP de motocròs de la República Txeca del 2008

Gran Premi de motocròs (conegut internacionalment pel seu nom en francès, Grand Prix, i abreujat GP) és el nom amb què es coneix una cursa de motocròs puntuable per al Campionat del Món. Les curses es disputen en circuits tancats construïts especialment per a aquesta mena d'esdeveniments, tot i que històricament se n'havien corregut moltes ens espais habilitats provisionalment, tant en descampats com en parcs públics urbans.
La denominació de Gran Premi, popularitzada inicialment dins el motociclisme de velocitat, s'ha anat generalitzant en l'àmbit d'altres modalitats del motociclisme, des del motocròs al trial i l'speedway, on les proves puntuables per als respectius campionats mundials s'anomenen també així. Tanmateix, el format estricte d'un Gran Premi de motocròs no té gaire a veure amb els de les altres especialitats. La principal diferència amb un de velocitat, per exemple, és que en aquest el resultat final es decideix en una única cursa, mentre que en un Gran Premi de motocròs, la classificació final s'obté en funció de la posició assolida pel pilot en dues curses d'idèntica durada, anomenades "mànegues", que es disputen amb un interval de descans adient entre l'una i l'altra.

## Història
Al contrari d'allò que s'ha fet sempre al mundial de velocitat, en què els Grans Premis programen una cursa de cadascuna de les diferents categories o "classes" en què es disputa el campionat (actualment, MotoGP, Moto2 i Moto3), històricament el mundial de motocròs s'especialitzava per cilindrada: cada Gran Premi se centrava únicament en una de les tres possibles (125cc, 250cc o 500cc) i cadascuna tenia, doncs, el seu propi calendari de curses.
Aquest sistema començà a canviar durant la dècada del 1990: el 1991 se celebrà per primera vegada a Suzuka, Japó, un "Doble Gran Premi", és a dir, un Gran Premi amb curses de dues categories: 125 i 250 cc. A Europa, la innovació s'hi introduí el 1995, concretament al Gran Premi de Gran Bretanya, a Foxhill. L'experiència reeixí i es repetí anualment al mateix indret fins al 1999 (i un sol cop el 1998 al Gran Premi d'Itàlia, a Montevarchi).
El 2000 aparegué un nou concepte: el "Triple Gran Premi" per a les cilindrades de 125, 250 i 500 cc, en aquest cas al Gran Premi dels Països Baixos, a Valkenswaard. Més tard, la idea es repetí als Grans Premis d'Europa (Spa-Francorchamps), Bèlgica (Grobbendonk) i Luxemburg (Folkendange). A més de l'habitual doble Gran Premi de Foxhill (125 i 250cc), se'n varen fer tres nous de dobles, però ara de 250 i 500cc, als altres dos Grans Premis de Bèlgica d'aquell any (Kester i Namur) i al de Suïssa (Roggenburg).
El 2001, la societat que organitzava el mundial de velocitat, Dorna, obtingué els drets d'organització del de motocròs i decidí d'aplicar la idea del triple Gran Premi (125, 250 i 500cc alhora) per a tots els que componien el campionat, però amb la diferència que totes les curses es feien en un sol dia -i no pas repartides entre dissabte i diumenge, com fins aleshores-, amb una sola mànega per categoria. Els pilots podien llavors obtenir punts per a dos o fins i tot tres campionats diferents en un sol Gran Premi.

### Classes
El 2004, Dorna retrocedí els seus drets a l'empresa que els ostentava abans, Youthstream, i una de les primeres mesures que prengué aquesta fou la reformulació total de les tres classes històriques del mundial: les cilindrades de 125, 250 i 500 cc (totes amb motors de dos temps) desaparegueren i, al seu lloc, s'instauraren tres noves categories basades en motors de quatre temps (s'hi admeten també motos de dos temps, però la normativa, pensada per a privilegiar les de quatre, fa que aquestes hi siguin hegemòniques). La situació, doncs, quedà així:
| Fins al 2003 | Fins al 2003           | A partir del 2004 | A partir del 2004                             |
| Categoria    | Motor                  | Categoria         | Motor                                         |
| ------------ | ---------------------- | ----------------- | --------------------------------------------- |
| 250cc        | 2 Temps, fins a 250 cc | MX1               | 2 Temps, fins a 250 cc 4 Temps, fins a 450 cc |
| 125cc        | 2 Temps, fins a 125 cc | MX2               | 2 Temps, fins a 125 cc 4 Temps, fins a 250 cc |
| 500cc        | 2 Temps, fins a 500 cc | MX3               | 2 Temps, fins a 500 cc 4 Temps, fins a 650 cc |

També l'estructura dels Grans Premis va canviar: des d'aleshores, s'hi corrien dues mànegues de les dues categories principals (MX1 i MX2) el mateix dia, mentre que l'altra, MX3, restà segregada i passà a tenir el seu propi calendari, amb Grans Premis específics en dates i circuits diferents. Fins al 2011, dins els Grans Premis de MX3 s'hi programaven com a complement les curses del Campionat d'Europa de 125cc, anomenat des del 2004 EMX2 -i considerat com a l'avantsala del mundial de MX2- i, del 2011 al 2013, les del Campionat del Món femení, anomenat WMX.
El 2014 es rebatejà la categoria MX1 com a MXGP i es discontinuà la categoria MX3, alhora que es potenciava el mundial femení. Després de tots aquests canvis, l'estructura de classes del mundial de motocròs quedà així:
- MXGP: La categoria reina del motocròs, on competeixen els principals pilots de l'especialitat.
- MX2: Una mena de categoria complementària, on hi competeixen els joves de fins a 23 anys abans de passar a la superior.[3]
- WMX: Per a dones, amb motocicletes que compleixin els requeriments de la classe MX2.

Tots els Grans Premis de motocròs programen dues mànegues de MXGP i dues de MX2, i només alguns en programen dues més de WMX. El 2018, el Campionat del Món constava de 20 Grans Premis repartits entre març i setembre, un d'ells a l'Argentina, tres a Àsia i la resta a Europa.

## Format
D'ençà del 2014, el format d'un Gran Premi de motocròs és el següent: després dels entrenaments lliures i proves de classificació el dissabte, les curses puntuables per al mundial es disputen el diumenge amb el clàssic format de dues mànegues de 30 minuts més dues voltes cadascuna. Els primers 20 classificats a cada mànega obtenen punts i ambdues mànegues compten per a la classificació final del mundial. La classificació dins el Gran Premi, purament honorífica, s'obté sumant els punts obtinguts a les dues mànegues i en cas d'empat, guanya qui hagi obtingut el millor resultat a la segona mànega.
Històricament, la durada i nombre de mànegues de què consta un Gran Premi de motocròs ha anat evolucionant segons es mostra tot seguit:
| De   | A    | Mànegues | Durada                       |
| ---- | ---- | -------- | ---------------------------- |
| 1952 | 1983 | 2        | 45 minuts + 2 voltes         |
| 1984 | 1991 | 2        | 40 minuts + 2 voltes         |
| 1992 | 1993 | 3        | 25 minuts + 2 voltes         |
| 1994 | 2000 | 2        | 30 minuts + 2 voltes         |
| 2001 | 2003 | 1        | 20 voltes (màxim, 45 minuts) |
| 2004 | 2012 | 2        | 35 minuts + 2 voltes         |
| 2013 | 2013 | 4        | Puntual                      |
| 2014 | -    | 2        | 30 minuts + 2 voltes         |

## Sistema de puntuació
Tal com passa a totes les disciplines motociclistes, el Campió del món de motocròs dins cada categoria (o "classe") es decideix en funció dels seus resultats als Grans Premis. Un cop comparats els punts obtinguts per cada pilot durant la temporada, qui més n'ha aconseguit n'és proclamat campió (els resultats del Gran Premi tenen efecte a dos campionats: al de pilots i al de constructors).
El sistema de puntuació i de còmput global d'aquests punts ha anat variant al llarg de la història del campionat. Des del 2002, el barem que s'aplica és el següent:
| Posició | 1  | 2  | 3  | 4  | 5  | 6  | 7  | 8  | 9  | 10 | 11 | 12 | 13 | 14 | 15 | 16 | 17 | 18 | 19 | 20 |
| Punts   | 25 | 22 | 20 | 18 | 16 | 15 | 14 | 13 | 12 | 11 | 10 | 9  | 8  | 7  | 6  | 5  | 4  | 3  | 2  | 1  |